# 阪本晋治
阪本 晋治（さかもと しんじ、男性、1975年（昭和50年）1月5日 - ）は、日本の空手家（新極真会空手参段）で、指導者である。大阪府大阪市出身。 NPO法人全世界空手道連盟新極真会大阪東部支部師範。大阪日日新聞門真エリア編集長。大阪観光局 営業推進アドバイザー。
元大阪観光大学講師。元明浄学院高等学校空手部総監督講師。放課後デイサービス『ビーフレンズ』コンサルティングアドバイザー。

## 選手時代
大阪府大阪市に生まれる。空手選手として2000年には第32回全日本大会で準優勝。第2回ワールドカップ(ハンガリー)でベスト8に選ばれた。2003年、2007年には全世界選手権大会の日本代表やさまざまな大会に出場し、成績を挙げる。
空手選手として精力的に活躍しながらも、空手道場「阪本道場」を東大阪市の鴻池新田にて始め、現役引退後は新極真会大阪東部支部の師範として7つの道場を統括し、また空手の普及だけでなく社会、地域活性化も視野においた活動も行う。

## フルコンタクト空手の普及への取り組み
全関西空手道選手権大会の主催として地域や社会、様々な商業とコラボレーションを行う。
2016年、第31回全関西大会は熊本県復興チャリティーイベントとして義援金をつのった。会場では物販や飲食ブースだけでなく、大会特別MCにU.K.（楠 雄二朗）を招き、お笑い芸人のサバンナ 八木真澄とのトークショーや和太鼓『倭』を招待しての演奏、大阪府のゆるキャラが登場した。
2017年、第32回全関西大会(骨髄バンクチャリティー）では「大会をとおして空手の素晴らしさや選手の生き生きとして姿を見てほしい。」という想いの元、空手大会と同時開催で会場内にボディメーカー（BODYMAKER）や様々な物販ブースのほか、M三郎（カリスマ「ランチ」ブロガー）が厳選した12の飲食店を招待したグルメブースを設置、また会場イベントとしてくいしんぼう仮面を招待しマットプロレスを開催、ミュージシャン「にこいち」の特別ライブなど空手大会を見たことのない人へのアピールとなった。昨年に引き続き大会特別ＭＣにU.K.（楠 雄二朗）が進行を務めた。
2019年、第11回大阪モーターショーにて墨絵師御歌頭 × 新極真カラテのスペシャルコラボ演武を開催し、東京五輪より正式種目となる空手道のパフォーマンスを行った。
以降、現在も全関西空手道選手権大会の主催、ならび錬成大会を主催し、空手普及に向けて取り組んでいる。

## 大会戦績
2000年
- 第17回全日本ウエイト制大会　重量級3位
- 第32回全日本大会　準優勝
- 第2回ワールドカップ(ハンガリー) ベスト8

2003年
- 第8回全世界選手権大会 日本代表
- 第33回全日本大会 7位

2007年
- 第9回全世界選手権大会　日本代表
- 第24回全日本ウエイト制大会　重量級4位
- 第40回全日本空手選手権大会 6位
- 第4回カラテワールドカップ(ロシア)　日本代表

2008年
- 第41回全日本空手選手権大会　6位

## その他活動
- 元Fabio Lamborghini JAPAN フィジカルアドバイザー
- 門真市事業連携協定（新極真会 大阪東部支部）
- 大阪日日新聞門真エリア編集長
- 大阪観光局　営業推進アドバイザー

## メディア出演
2021 映画「G.I.ジョー：漆黒のスネークアイズ」